# Kōan
Cesarz Kōan (jap. 孝安天皇 Kōan tennō) — 6. cesarz Japonii, według tradycyjnego porządku dziedziczenia.
Według informacji zawartych w Kojiki i Nihon-shoki ur. 427 p.n.e. (49 rok panowania cesarza Kōshō), zm. 27 lutego 291 p.n.e. (9 dzień 1 miesiąca 102 roku panowania). W 408 p.n.e. został oficjalnie uznany za następcę tronu. Jego imię to Yamatotarashihikokunioshihito no Mikoto zapisywane 日本足彦国押人尊 w Nihon shoki i 大倭帯日子国押人命 w Kojiki.
Kōan panował w latach 392 p.n.e.-291 p.n.e.
Za jego panowania stolicą była Muro no Akizushima no Miya (jap. 室秋津島宮; - dzisiejsze Gose w prefekturze Nara). Według Kojiki dożył 123 lat, według Nihon shoki – 137. Jest jednym z ośmiu cesarzy japońskich, na temat których brakuje dokładnych informacji w księgach historycznych (Kesshi Hachidai).
Mauzoleum cesarza Kōana znajduje się w prefekturze Nara. Nazywa się ono Tamate no oka no e no misasagi.

## Genealogia
Kōan tennō był drugim dzieckiem cesarza Kōshō. Jego matką była Yosotarashihime (jap. 世襲足媛), młodsza siostra Akitsuyosa (jap. 瀛津世襲).
- Cesarzowa – Oshihime (jap. 押媛)

- Pierwszy syn – Ookibinomorosusumi no Mikoto (jap. 大吉備諸進命; - zgodnie z Kojiki)
- Drugi syn – Ooyamatonekohikofutoni no Mikoto (jap. 大日本根子彦太瓊尊; - Cesarz Kōrei)

| Cesarz Kōan | Ojciec: Cesarz Kōshō                                | Dziadek: Cesarz Itoku           | Pradziadek: Cesarz Annei                        |
| Cesarz Kōan | Ojciec: Cesarz Kōshō                                | Dziadek: Cesarz Itoku           | Prababka: Akutohime (jap. 阿久斗比売)           |
| Cesarz Kōan | Ojciec: Cesarz Kōshō                                | Babka: Futomawakahime no Mikoto | Pradziadek: Okisomimi no Mikoto (jap. 息石耳命) |
| Cesarz Kōan | Ojciec: Cesarz Kōshō                                | Babka: Futomawakahime no Mikoto | Prababcia: ?                                    |
| Cesarz Kōan | Matka: Yosotahobime no Mikoto (jap. 余曽多本毘売命) | Dziadek: ?                      | Pradziadek: ?                                   |
| Cesarz Kōan | Matka: Yosotahobime no Mikoto (jap. 余曽多本毘売命) | Dziadek: ?                      | Prababka: ?                                     |
| Cesarz Kōan | Matka: Yosotahobime no Mikoto (jap. 余曽多本毘売命) | Babka: ?                        | Pradziadek: ?                                   |
| Cesarz Kōan | Matka: Yosotahobime no Mikoto (jap. 余曽多本毘売命) | Babka: ?                        | Prababka: ?                                     |